# Smalltalk (Programmiersprache)
Smalltalk ist ein Sammelbegriff einerseits für eine dynamische, im Original untypisierte objektorientierte Programmiersprache und andererseits für eine vollständige Entwicklungsumgebung, die in den 1970er Jahren am Xerox PARC Forschungszentrum durch Alan Kay, Dan Ingalls, Adele Goldberg und andere entwickelt wurde. Sie wurde allgemein unter dem Namen Smalltalk-80 freigegeben und hat die Entwicklung vieler späterer Programmiersprachen, wie etwa Objective-C, Java und Ruby beeinflusst. Smalltalk wurde von Lisp mit seiner automatischen Speicherbereinigung und Simula mit seinem Klassen-Konzept beeinflusst und gilt neben Simula-67 als eine der ersten objektorientierten Programmiersprachen.
Smalltalk ist im Gegensatz zu Sprachen wie C++ oder Java eine rein objektorientierte Programmiersprache, das heißt, Daten wie Integer, Character und ähnliche, die in anderen objektorientierten Sprachen zum Teil als elementare Datentypen repräsentiert werden, sind in Smalltalk ebenfalls über Objekte und zugehörige Klassen realisiert. Die Smalltalk-Entwicklungsumgebung enthielt viele Ideen, die später mit der Macintosh- und Atari-TOS/GEM- und dann später auch Windows-Benutzeroberfläche verbreitet wurden. Verwendet wurde ein Grafikbildschirm mit verschiebbaren Fenstern, Aufklappmenüs und Schriften von verschiedener Größe. Eine Maus mit drei Tasten – rot, blau und gelb – diente erstmals als zusätzliches Eingabegerät. Das Model-View-Controller-Konzept (MVC) spielte in der Smalltalk-80-Entwicklungsumgebung eine wesentliche Rolle.

## Wichtige Eigenschaften von Smalltalk
- Alles in Smalltalk ist ein Objekt, auch Zeichenketten, Integer, boolesche Werte, Klassen(-definitionen), ausführbarer Code, Stackframes, der Speicher, Codeblöcke etc.
- Objekte werden dadurch aktiviert, dass man ihnen Nachrichten (englisch „messages“) schickt. Dies führt dazu, dass die entsprechende Methode (Funktion) des Objekts ausgeführt wird.
- Der gesamte Quelltext ist in der Regel offen und kann somit verändert werden. Nur sehr wenige Methoden greifen auf echte 'Primitives' der virtuellen Maschine zurück.
- Dynamische Bindung – erst zur Laufzeit wird ermittelt, welche Methode tatsächlich aufgerufen wird. Eine frühe („statische“) Bindung, wie dies bei der statischen Typisierung vorgesehen ist, wurde in der Smalltalk-Programmiersprache bewusst ausgespart.
- Vererbung: In den meisten Smalltalk-Systemen ist jede Klasse (außer der Wurzelklasse Object oder ProtoObject) von genau einer Oberklasse abgeleitet, deren Verhalten sie erbt und beliebig erweitern kann (keine Mehrfachvererbung). Smalltalk-80 unterstützt allerdings eine einfache Form der Mehrfachvererbung.[2]
- Automatische Speicherbereinigung (englisch garbage collection), die nicht durch den Programmierer beeinflusst werden kann. Ein Objekt existiert so lange, wie es von anderen Objekten referenziert wird.
- Smalltalkprogramme werden in Bytecode kompiliert, der durch eine virtuelle Maschine übersetzt wird. Ursprünglich wurde der Bytecode zu nativem Maschinencode interpretiert; kommerzielle Umgebungen arbeiten inzwischen fast ausschließlich mit dynamischer Übersetzung.
- Die Programmierumgebung erlaubt Änderungen im Quelltext während das Programm läuft und setzt diese unmittelbar während der Laufzeit um.
- Die Quelltexteingabe erfolgt in einem Klassenbrowser. Moderne Refactoring-Browser setzen sich allmählich gegen einfache Klassenbrowser durch, weil sie automatisierte Refactoring-Funktionen unterstützen und damit die Produktivität nochmals erheblich steigern, ähnlich wie sich Eclipse in der Java-Welt etabliert hat.
- Eine typische Eigenschaft im Vergleich zu nicht-objektorientierten Sprachen ist, dass die Kontrollstrukturen wie if-then-else, for, while nicht in die Sprache eingebaut sind. Zum Beispiel wird eine IF-Anweisung so ausgeführt, indem eine ifTrue: -Botschaft an ein boolesches Objekt gesandt wird. Als Parameter wird ein Block (Anweisungsfolge) übergeben. Lediglich in der Klasse True wird dieser Block ausgeführt. In der Klasse False ist diese Methode zwar auch implementiert, aber sie führt den Block nicht aus.
- Das gesamte System (inklusive Entwicklungswerkzeugen) wird in einem Image gespeichert.

Es gibt nur drei fest integrierte ausführbare Funktionen:
- Senden einer Botschaft an ein Objekt
- Zuweisen eines Objekts an eine Variable
- Ein Objekt als Rückgabewert einer Methode liefern

## Geschichte und Bedeutung von Smalltalk

### 1970–1980
In diese Zeit fällt die Entwicklung der ersten Versionen von Smalltalk-71, Smalltalk-72, Smalltalk-74 und Smalltalk-76 bis hin zum heute verbreiteten Standard Smalltalk-80 am Forschungszentrum Xerox PARC.

### 1980–1990
Die Programmierung mit Klassenbrowser und die Verwendung einer virtuellen Maschine zur Ausführung stellte von Anfang an gewisse Mindestanforderungen an die Hardware. Dies geschah zu einer Zeit, in der die erschwinglichen Computer nicht über grafische Benutzeroberflächen verfügten und die Rechenleistung nicht für eine solche ausreichte. Smalltalk war seiner Zeit voraus und konnte zu Beginn nur auf Workstations effektiv eingesetzt werden. Im Ergebnis gab es daher nur wenige Smalltalk-Entwickler – dafür umso mehr C-Programmierer.
Mit dem Aufkommen der grafischen Benutzeroberflächen im Mikrocomputerbereich entstand das objektorientierte C++, und da die meisten Entwickler C bereits kannten, konnte sich C++ sehr schnell verbreiten, sodass Smalltalk eine Nischenprogrammiersprache blieb. Im Gegensatz zu C und C++ legte Smalltalk auch auf hohe Ausführungsgeschwindigkeiten keinen besonderen Wert (Alan Kay: „It's still fast enough for our neurons“).

### 1990–2000
Anfang und Mitte der 1990er Jahre wurde Smalltalk in vielen Bereichen populär, in denen es auf die Beherrschung von Komplexität ankam (z. B. bei Expertensystemen). Verschiedene große Anbieter wie IBM begannen, Smalltalk stark zu unterstützen und in Großkundenprojekten einzusetzen. Es gab eine sprunghafte Zunahme verschiedener Implementierungen von Smalltalk. Mit dem Internet-Boom und dem davon profitierenden Java büßte Smalltalk Ende der 1990er Jahre seine gerade aufkommende Popularität jedoch wieder ein.
In Java wurden einige Konzepte von Smalltalk (wie z. B. die virtuelle Maschine und der Garbage Collector) übernommen. Die Syntax war jedoch wieder an C angelehnt. Auch kamen erneut nicht-objektorientierte Mittel zum Einsatz, wie die Vermischung der Objektorientierung mit einfachen Datentypen und imperative Strukturen, geringe Selbstbezüglichkeit und der Edit-Compile-Test-Debug-Zyklus mit Quellcode als reiner Textdatei etc. Java bot dafür Normierung, Aufstiegspfade für C-Programmierer und nicht zuletzt Allianzmöglichkeiten gegen die MS-Windows-Dominanz. Zudem wurde es von Sun Microsystems kostenlos zur Verfügung gestellt.
Das Ende des kurzen Smalltalk-Booms wurde durch den Niedergang der Firma ParcPlace unterstrichen, die als Ausgründung des Xerox PARC mit VisualWorks (heute bei Cincom) den direkten Nachfolger der Originalimplementierung anbot, der die damals mächtigste Smalltalk-Entwicklungsumgebung darstellte: Mit VisualWorks geschaffene Anwendungen liefen bereits 1991 bitkompatibel (durch VM) unter Windows, Mac OS Classic, Solaris (und anderen Unix-Systemen) und konnte ab 1994 deren verschiedene Benutzeroberflächen mit „Camelon View“ unabhängig vom Laufzeitsystem simulieren. Ein Konkurrent zu VisualWorks war die auf Windows und OS/2 zugeschnittene Entwicklungsumgebung Smalltalk/V (später Visual Smalltalk Enterprise genannt) der Firma Digitalk, die zuletzt bei Cincom erhältlich war.
Obwohl Smalltalk sehr leicht zu erlernen (nur wenige Sprachkonstrukte) und zu debuggen ist (selten ist eine zeitaufwendige explizite Neukompilierung und -erstellung sowie ein Neustart des Programms erforderlich) und das Problem mit der Ausführungsgeschwindigkeit – zum Teil durch effektivere Implementierungen, zum Teil durch leistungsfähigere Hardware – inzwischen gelöst ist, wird Smalltalk heute noch immer in wenigen Bereichen eingesetzt. Einer der Gründe hierfür kann in der mangelnden Einheitlichkeit der Programmbibliotheken verschiedener Implementationen gesehen werden, von denen bisher keine eine „natürliche Dominanz“ (wie die von Sun Microsystems für Java) entwickelt hat.
Nachdem ParcPlace als Player ausgeschieden war, IBM sein Smalltalk-Engagement zugunsten von Java eingestellt hatte und verschiedene zunächst erfolgversprechende Smalltalk-Implementierungen eingestellt worden waren (z. B. Dolphin Smalltalk 2007), gab es nur noch wenige überzeugte Anhänger, die an einen großen Durchbruch glaubten. Smalltalk blieb weiter ein Insiderthema.

### Seit 2000
In den letzten Jahren gibt es mit der Etablierung von freien Implementierungen eine Art Renaissance von Smalltalk. Insbesondere das von ursprünglichen Smalltalk-Erfindern entwickelte plattformübergreifende Squeak und das darauf aufbauende Croquet erhalten wachsende Unterstützung aus Wissenschaft, IT-Industrie und einer großen freien Entwickler-Community. Squeak wurde erstmals im September 1996 als erstes freies Smalltalk veröffentlicht. Dan Ingalls, Ted Kaehler, John Maloney, Scott Wallace und Alan Kay schreiben, dass hier geglückt sei, was 1980 fehlschlug.
Alan Kays Konzept einer interaktiven, computer- und netzwerkvermittelten Interaktion, das Dynabook, ist Bestandteil in der Softwareentwicklung für das One Laptop per Child-Projekt. Standardmäßig werden auf den Schülerlaptops EToys, auf Squeak basierende Bausteine, installiert.
Mit Croquet wird, mit dem Hintergrund des heutigen Wissensstands, erneut eine Antwort auf die generelle Frage nach der optimalen Computer-Mensch-Schnittstelle gesucht. In den 1980er Jahren war dies die – erstmals mit Smalltalk implementierte – zweidimensionale grafische Benutzeroberfläche, die ihre Verbreitung durch Apple und Microsoft fand. Heute sehen Alan Kay und andere darin eine dreidimensionale, plattformunabhängige, vernetzte Multibenutzerumgebung, in der Objekte fließend zwischen den verschiedenen teilnehmenden Rechnern ausgetauscht werden können. Die dazu notwendigen Eigenschaften besitzt nach Auffassung der Mitglieder des 2001 gestarteten und 2007 veröffentlichten Croquet-Projektes speziell Squeak Smalltalk, welches das ursprünglich zur Implementierung vorgesehene Java daher ersetzte.
2008 startete das Pharo-Projekt, das auf der Basis von Squeak eine freie, stabile Smalltalk-Plattform bietet, um weitere Anwendungsbereiche mit freiem Smalltalk zu erreichen.
Am 15. April 2019 wurde VisualWorks 8.3.2 von Cincom Systems veröffentlicht. Cincom übernahm VisualWorks 1999 von Objectshare.

## Image-Konzept
Während die meisten Programmiersprachen ihren Quellcode in Dateien verwalten, die direkt über einen Editor bzw. eine Entwicklungsumgebung bearbeitet werden, wurde das ursprüngliche Smalltalk-80 von Xerox PARC mit einem Image-Konzept aufgebaut. Dabei bildet die Virtuelle Maschine mit einer Source-Datei und einer Image-Datei nicht nur Quellcode, sondern auch den gesamten Systemzustand (Objekte mit Zustandsinformation) ab. Die Image-Datei enthält hierzu einen Snapshot des gesamten Systems. Für Einsteiger etwas verwirrend ist, dass auch die Entwicklungsumgebung (Compiler, Editor, Debugger) in ihrem aktuellen Zustand gespeichert wird. Beim erneuten Starten des Systems wird aus der Image-Datei dann der Systemzustand der letzten Sitzung restauriert. Image- und Source-Datei bilden ein festes Tandem, welches auch immer gemeinsam gespeichert werden muss. Die endgültige Auslieferung einer Anwendung wird dadurch etwas komplizierter, da aus dem Image durch den Vorgang des Strippens alle nicht laufzeitrelevanten Anteile (z. B. der Debugger) entfernt werden müssen.
Moderne Varianten von Smalltalk weichen hiervon leicht ab, indem z. B. bei ENVY eine eigene Verwaltung der Systemelemente dazwischen geschaltet wurde oder in Pharo der Quellcode mit Git verwaltet werden kann.
Der Umfang der Klassenbibliothek und die Komplexität des Gesamtsystems (welches durch das Image-Konzept noch gesteigert wird) erschwert den Einstieg für Anfänger, was ein Zitat von Joe Armstrong drastisch beschreibt: “You wanted a banana but what you got was a gorilla holding the banana and the entire jungle.”

## Typisierte Variante von Smalltalk
Smalltalk verfügt nicht über ein statisches Typsystem. Insbesondere findet man dort keine Typdefinitionen und Typannotationen an Variablen oder für die Ein-/Ausgabeparameter von Methoden. Demgemäß finden auch keinerlei Typprüfungen bei Wertzuweisungen statt, wie dies für typisierte Sprachen üblich ist, und zwar weder dynamisch (zur Laufzeit) noch statisch (zur Übersetzungszeit). Die Klassenhierarchie von Smalltalk darf nicht mit einer Subtypenhierarchie verwechselt werden – auch wenn moderne objektorientierte Programmiersprachen oftmals Typ- und Klassendefinitionen als einen einzigen Vorgang betrachten, handelt es sich hier um unterschiedliche Konzepte und auch unterschiedliche Komponenten des Übersetzers und des Laufzeitsystems einer Sprache. Smalltalk verfügt hinsichtlich der Bildung und Prüfung von Typen über keine solche Komponente.
Es gibt allerdings Varianten von Smalltalk, die über ein statisches Typsystem verfügen, so etwa Strongtalk. Strongtalk ermöglicht die klassenunabhängige Definition von Typen in einer eigenen Typhierarchie und in der Folge auch die Annotation solcher Typen an Variablen und Methoden.

## Ausdrücke (Expressions)
Ausdrücke haben folgende Form:
```
   
objekt
 
nachricht

```

Das heißt, man sendet einem Objekt eine Nachricht. Das Objekt antwortet mit einem Antwortobjekt. Ausdrücke müssen mit einem Punkt getrennt werden.
Es gibt drei Arten von Nachrichten, unäre Nachrichten, binäre Nachrichten und Schlüsselwort-Nachrichten.
Unäre Nachrichten haben keinen Parameter und bestehen aus einem Bezeichner:
```
  
objekt
 
nachricht

```

Eine binäre Nachricht hat genau einen Parameter und besteht aus einem oder mehreren Sonderzeichen. Vier Beispiele:
```
  
1
 
+
 
3

  
100
 
@
 
200

  
vorname
 
,
 
nachname

  
10
 
//
 
3

```

Die meisten arithmetischen Operationen sind in Smalltalk als binäre Nachrichten implementiert.
Eine Schlüsselwort-Nachricht hat einen oder mehrere Parameter, wobei vor den Parametern Doppelpunkte stehen.
```
  
objekt
 
nachricht:
 
parameter

```

Diese Schlüsselwort-Nachricht heißt nachricht: und hat einen Parameter parameter.
```
  
objekt
 
nachricht:
 
parameter1
 
nachricht:
 
parameter2

```

Diese Schlüsselwort-Nachricht heißt nachricht:nachricht: und hat zwei Parameter. D. h. Parameter können bei Schlüsselwort-Nachrichten mitten in die Nachricht eingefügt werden. Diese Besonderheit macht es möglich, in Smalltalk besonders leicht lesbare Programme zu schreiben:
```
  
collection
 
copyFrom:
 
1
 
to:
 
10

```

Das klingt wie ein Satz. In Java würde man das folgendermaßen schreiben:
```
  
collection
.
copyFromTo
(
1
,
 
10
)
;

```

Ausdrücke können kombiniert und mit Klammern geschachtelt werden. Ohne Klammern werden Ausdrücke in folgender Reihenfolge ausgeführt:
Unäre Nachrichten vor binären Nachrichten vor Schlüsselwort-Nachrichten. Bei „gleichrangigen“ Nachrichten erfolgt die Auswertung von links nach rechts.
Sollen einem Objekt in Folge mehrere Nachrichten geschickt werden, besteht die Möglichkeit, diese Nachrichten mit einem Semikolon (;) zu verketten:
```
  
objekt

    
nachricht1
;

    
nachricht2
;

    
nachricht3

```

## Zuweisungen
Eine Zuweisung hat folgende Form:
```
  
variable
 
:=
 
ausdruck

```

Zugewiesen wird in Smalltalk nur die Referenz auf ein Objekt.

## Blöcke
Blöcke sind Sequenzen von Zuweisungsanweisungen und Ausdrücken. Sie werden durch eckige Klammern eingeschlossen. Blöcke können parameterlos sein oder auch Parameter aufweisen.
```
  
blockEins
 
:=
 [ 
Anweisungen
 ]
  
blockZwei
 
:=
 [ 
:
einParameter
 
|
 
Transcript
 
show:
 
einParameter
 ]

```

Blöcke sind First Class Objekte. Sie können als Argument übergeben werden, oder als Rückgabewert eines Methodenaufrufs oder einer Blockevaluierung zurückgeliefert werden. Blöcke halten eine Referenz auf ihren Kontext, so dass bei deren Ausführung umgebende Variablen erreichbar sind (entsprechend ihrer statischen Sichtbarkeit). Blöcke entsprechen damit den Closures, wie sie aus vielen funktionalen Sprachen (z. B. Scheme) bekannt sind.
Zur Ausführung eines Blocks wird diesem eine Variante der value-Nachricht geschickt, wobei die Anzahl der mitgegebenen Parameter der Anzahl der Blockargumente entsprechen muss:
```
  
blockEins
 
value

  
blockZwei
 
value:
 
'Test'

```

## Kontrollstrukturen
Die Kontrollstrukturen werden mit booleschen Ausdrücken und Blöcken implementiert. Ein boolescher Ausdruck liefert nach der Auswertung ein boolesches Objekt. Diesem wird dann eine Message zugesandt, die als Parameter einen ausführbaren Block hat.
Der Programmtext sieht aber ähnlich wie bei anderen Programmiersprachen aus, so dass man wie dort einfach gewisse Kontrollstrukturen als gegeben anwenden kann.
Einige Beispiele.

### IF-Anweisung
```
   
aBoolean
 
ifTrue:
 [ 
"ein Block mit Anweisungen"
 ]

```

oder
```
   ( 
einAusdruck
 ) 
ifTrue:
 [ 
"ein Block mit Anweisungen"
 ]

```

Das aus anderen Programmiersprachen bekannte else sieht folgendermaßen aus:
```
   
aBoolean
 
ifTrue:
 [ ... ] 
ifFalse:
 [ ... ]

```

### Schleifen
```
   
10
 
timesRepeat:
 [ 
Transcript
 
show:
 
'.'
 ]
.

   
1
 
to:
 
10
 
do:
 [ 
:
i
 
|
 
Transcript
 
show:
 
i
 
printString
 ]
.

   [ 
"ein Block, der ein boolesches Objekt zurückgibt"
 ] 
whileTrue
.

   [ 
"ein Block, der ein boolesches Objekt zurückgibt"
 ] 
whileFalse
.

   [ 
"ein Block, der ein boolesches Objekt zurückgibt"
 ] 
whileTrue:
 [ 
"Block mit Schleifenrumpf"
 ]
.

   [ 
"ein Block, der ein boolesches Objekt zurückgibt"
 ] 
whileFalse:
 [ 
"Block mit Schleifenrumpf"
 ]

```

## Collections
Die Smalltalkumgebungen sind mit einer großen Klassenbibliothek ausgestattet. Ein wichtiger allgemeiner Objekttyp (Klasse) sind die Collections, d. h. Sammlungen von Objekten. Die Klasse Collection steht an der Wurzel einer ganzen Hierarchie von Klassen.
Eine wichtige Arbeit, die man mit einem Collection-Objekt durchführen kann, ist für jedes Element der Collection einen Block von Anweisungen auszuführen. Andere Programmiersprachen brauchen hierfür spezielle Konstrukte (Iteratoren).
```
   
aCollection
 
do:
 [ 
:
einElement
 
|
 
einElement
 
auszuführendeArbeitFürDiesesElement
 ]

```

Es hat sich eingebürgert, den Parameter als each zu bezeichnen, sodass direkt klar ist, was hierbei gemeint ist. Bei Verwendung von mehreren Collections sollte man dem noch eine genaue Bezeichnung nachsetzten. Iteriert man bspw. über alle x und y Werte aus zwei unterschiedlichen Collections:
```
   
xWerte
 
do:
 [
:
eachX
 
|
 
yWerte
 
do:
 [
:
eachY
 
|
 
map
 
addPoint:
 
eachX
 
withY:
 
eachY
]]

```

## Programmbeispiel
Das HelloWorld-Beispiel sieht wie folgt aus:
```
 
Transcript
 
show:
 
'Hello World!'
.

```

Transcript ist eine in jeder Smalltalkumgebung vordefinierte globale Variable, die ein Objekt enthält, auf dem man Dinge protokollieren kann (ein Ausgabefenster).
Diesem Objekt wird die folgende Nachricht geschickt:
```
    
show:
 
aString

```

Ein bereits etwas komplexeres Beispiel:
```
 
'Hello World'
 
do:
 [ 
:
eachChar
|

     
Transcript
 
show:
 
eachChar
 
asString
;
 
cr
.

 ]
.

```

gibt den Text „Hello World“ vertikal aus. 'Hello World' ist ein String (Zeichenkette). Die Klasse dieses Objektes ist eine Unterklasse von Collection. Ein String ist also eine Collection (= Sammlung) von Zeichen. Indem wir dem Objekt String die Nachricht
```
   
aString
 
do:
 [ 
:
eachChar
 
|
 
OperationenMitDiesemBuchstaben
 ]

```

senden, gehen wir alle Buchstaben (Elemente) des Strings einzeln durch.
Das Dictionary (in Perl Hash, in Java Map) ist eine in Smalltalk häufig verwendete Datenstruktur:
```
    
d
 
:=
 
Dictionary
 
new
.

    
d
 
at:
 
'grün'
 
put:
 
'green'
.

    
d
 
at:
 
'blau'
 
put:
 
'blue'
.

    
d
 
at:
 
'rot'
  
put:
 
'red'
.

    
Transcript
 
show:
 (
d
 
at:
 
'blau'
)
.

```

Alternativ können die Nachrichten auch wie bereits beschrieben verkettet werden:
```
    
d
 
:=
 
Dictionary
 
new
.

    
d
 
at:
 
'grün'
 
put:
 
'green'
;

      
at:
 
'blau'
 
put:
 
'blue'
;

      
at:
 
'rot'
  
put:
 
'red'
.

    
Transcript
 
show:
 (
d
 
at:
 
'blau'
)
.

```

Auch das Dictionary ist eine Unterklasse von Collection.
Diese Datenstruktur entspricht dem assoziativen Array in anderen Programmiersprachen.

## Schreibweise
Smalltalk wird mit kleinem t geschrieben. Häufig findet sich die falsche Schreibweise SmallTalk, selbst auf den offiziellen IBM-Webseiten, wenn auch nicht durchgehend.

## Implementierungen
- Amber Smalltalk – plattformunabhängige Entwicklungsumgebung die auf JavaScript aufsetzt.
- Cincom Smalltalk – Smalltalk-Dialekt der Firma Cincom. Angeboten werden folgende Umgebungen:
  - ObjectStudio – Entwicklungsumgebung für Microsoft Windows mit COM- und ODBC-Schnittstellen.
  - VisualWorks – multiplattformfähig, eine kostenlose Version für den privaten Einsatz ist verfügbar.
- Cuis Smalltalk – freies auf Übersichtlichkeit getrimmtes Smalltalk-System.
- Haver Smalltalk eine Erweiterung von Cuis, mit einem vollständigen Modul-System.
- Dolphin Smalltalk – Smalltalk-Umgebung für Windows.
- GNU Smalltalk – freies Smalltalk des GNU-Projekts.
- LittleSmalltalk – freie Implementierung basierend auf Timothy A. Budds Ideen.
- LSW Vision-Smalltalk – proprietäres Smalltalk für Windows.
- Pharo (Programmiersprache) – eine nach softwaretechnischen Maßstäben entwickelte Abspaltung von Squeak.
- StepTalk – GNUstep und Mac OS X Scripting-Framework.
- Squeak – freie plattformunabhängige Implementierung.
- Syx – eine weitere freie Smalltalk-Implementierung.
- Smalltalk/X – Smalltalk der Firma eXept Software AG (kostenlos verfügbar, auch für kommerzielle Projekte).
- Smalltalk MT bei Object Connect oder Smalltalk MT bei Genify – ein C++-naher Smalltalk-Dialekt.
- Strongtalk – freie (open source) Smalltalk-Implementierung für Microsoft Windows.
- VisualAge for Smalltalk – Smalltalk-Umgebung von IBM (eingestellt, der Nachfolger ist VAST).
- OOVM (Memento vom 6. März 2005 im Internet Archive)[13] von Lars Bak et al. Smalltalk-Implementierung für eingebettete Systeme, die ohne darunterliegendes Betriebssystem auskommt und im laufenden Betrieb aktualisierbar ist.
- Bluebook-Implementationen von Smalltalk-80 in C++: von dbanay und rochus-keller auf github